# Eurocup 2015-2016 - Regular season
La regular season della Eurocup 2015-16 è iniziata il 13 ottobre e si è conclusa il 16 dicembre 2015.

## Regolamento
Le prime quattro classificate di ogni girone si qualificano per la Last 32.

Nel caso che due o più squadre concludano il girone a parità di punti in classifica, si terrà conto dei seguenti fattori:
1. Vittorie-sconfitte negli scontri diretti.
2. Differenza punti negli scontri diretti.
3. Differenza punti complessiva nella regular season.
4. Punti segnati nella regular season.
5. Somma dei quozienti tra punti segnati e punti subiti in ogni incontro della regular season.

| Qualificata alla Last 32 |
| Eliminata                |

## Conference 1

### Gruppo A

#### Classifica
|    | Squadra          | P.ti | G  | V | P | PF  | PS  | DP   | Tie |
| -- | ---------------- | ---- | -- | - | - | --- | --- | ---- | --- |
| 1. | Bilbao Berri     | 16   | 10 | 8 | 2 | 856 | 729 | +127 |     |
| 2. | Aquila Trento    | 14   | 10 | 7 | 3 | 875 | 827 | +48  |     |
| 3. | Olimpija Lubiana | 10   | 10 | 5 | 5 | 799 | 828 | -29  |     |
| 3. | EWE Oldenburg    | 8    | 10 | 4 | 6 | 764 | 820 | -56  | 2-0 |
| 5. | JSF Nanterre     | 8    | 10 | 4 | 6 | 772 | 801 | -29  | 0-2 |
| 6. | Telekom Bonn     | 4    | 10 | 2 | 8 | 838 | 899 | -61  |     |

#### Risultati

##### Prima giornata
| Bonn 14 ottobre 2015, ore 19:30 UTC+1 | Bonn | 88 – 77 referto | Oldenburg | Telekom Dome |

| Bilbao 14 ottobre 2015, ore 20:30 UTC+1 | Bilbao Basket | 73 – 76 referto | Nanterre | Bilbao Arena |

| Lubiana 14 ottobre 2015, ore 20:30 UTC+1 | Union Olimpija | 98 – 97 referto | Trento | Arena Stožice |

##### Seconda giornata
| Bonn 20 ottobre 2015, ore 19:30 UTC+1 | Bonn | 81 – 90 referto | Bilbao Basket | Telekom Dome |

| Nanterre 21 ottobre 2015, ore 20:30 UTC+1 | Nanterre | 85 – 72 referto | Union Olimpija | Palais des Sports de Nanterre |

| Trento 21 ottobre 2015, ore 20:30 UTC+1 | Trento | 80 – 69 referto | Oldenburg | PalaTrento |

##### Terza giornata
| Oldenburg 27 ottobre 2015, ore 20:00 UTC+1 | Oldenburg | 60 – 94 referto | Bilbao Basket | EWE-Arena |

| Lubiana 28 ottobre 2015, ore 20:30 UTC+1 | Union Olimpija | 77 – 82 referto | Bonn | Arena Stožice |

| Trento 28 ottobre 2015, ore 20:30 UTC+1 | Trento | 70 – 55 referto | Nanterre | PalaTrento |

##### Quarta giornata
| Bonn 4 novembre 2015, ore 19:30 UTC+1 | Bonn | 89 – 96 referto | Trento | Telekom Dome |

| Oldenburg 4 novembre 2015, ore 20:00 UTC+1 | Oldenburg | 84 – 81 referto | Nanterre | EWE-Arena |

| Bilbao 4 novembre 2015, ore 20:30 UTC+1 | Bilbao Basket | 80 – 83 referto | Union Olimpija | Bilbao Arena |

##### Quinta giornata
| Nanterre 10 novembre 2015, ore 20:30 UTC+1 | Nanterre | 101 – 78 referto | Bonn | Palais des Sports de Nanterre |

| Lubiana 11 novembre 2015, ore 20:30 UTC+1 | Union Olimpija | 81 – 82 referto | Oldenburg | Arena Stožice |

| Trento 11 novembre 2015, ore 20:30 UTC+1 | Trento | 75 – 80 referto | Bilbao Basket | PalaTrento |

##### Sesta giornata
| Nanterre 17 novembre 2015, ore 20:30 UTC+1 | Nanterre | 52 – 83 referto | Bilbao Basket | Palais des Sports de Nanterre |

| Oldenburg 18 novembre 2015, ore 20:00 UTC+1 | Oldenburg | 77 – 70 referto | Bonn | EWE-Arena |

| Trento 18 novembre 2015, ore 20:30 UTC+1 | Trento | 90 – 77 referto | Union Olimpija | PalaTrento |

##### Settima giornata
| Lubiana 24 novembre 2015, ore 19:00 UTC+1 | Union Olimpija | 78 – 65 referto | Nanterre | Arena Stožice |

| Oldenburg 25 novembre 2015, ore 20:00 UTC+1 | Oldenburg | 80 – 93 referto | Trento | EWE-Arena |

| Bilbao 25 novembre 2015, ore 20:30 UTC+1 | Bilbao Basket | 95 – 80 referto | Bonn | Bilbao Arena |

##### Ottava giornata
| Nanterre 1 dicembre 2015, ore 20:30 UTC+1 | Nanterre | 79 – 85 referto | Trento | Palais des Sports de Nanterre |

| Bilbao 2 dicembre 2015, ore 19:30 UTC+1 | Bilbao Basket | 73 – 68 referto | Oldenburg | Bilbao Arena |

| Bonn 2 dicembre 2015, ore 19:30 UTC+1 | Bonn | 88 – 93 referto | Union Olimpija | Telekom Dome |

##### Nona giornata
| Nanterre 8 dicembre 2015, ore 20:30 UTC+1 | Nanterre | 83 – 92 referto | Oldenburg | Palais des Sports de Nanterre |

| Lubiana 9 dicembre 2015, ore 19:00 UTC+1 | Union Olimpija | 63 – 84 referto | Bilbao Basket | Arena Stožice |

| Trento 9 dicembre 2015, ore 20:30 UTC+1 | Trento | 98 – 96 (d.t.s.) referto | Bonn | PalaTrento |

##### Decima giornata
| Bonn 16 dicembre 2015, ore 19:30 UTC+1 | Bonn | 86 – 95 referto | Nanterre | Telekom Dome |

| Oldenburg 16 dicembre 2015, ore 20:00 UTC+1 | Oldenburg | 75 – 77 referto | Union Olimpija | EWE-Arena |

| Bilbao 16 dicembre 2015, ore 20:30 UTC+1 | Bilbao Basket | 104 – 91 referto | Trento | Bilbao Arena |

### Gruppo B

#### Classifica
|    | Squadra        | P.ti | G  | V | P | PF  | PS  | DP   | Tie |
| -- | -------------- | ---- | -- | - | - | --- | --- | ---- | --- |
| 1. | Gran Canaria   | 16   | 10 | 8 | 2 | 839 | 752 | +87  |     |
| 2. | R. Ludwigsburg | 14   | 10 | 7 | 3 | 811 | 732 | +79  |     |
| 2. | Pall. Reggiana | 12   | 10 | 6 | 4 | 778 | 759 | +19  |     |
| 4. | Alba Berlino   | 10   | 10 | 5 | 5 | 774 | 790 | -16  |     |
| 5. | Le Mans        | 6    | 10 | 3 | 7 | 721 | 785 | -64  |     |
| 6. | N.B. Brindisi  | 2    | 10 | 1 | 9 | 710 | 815 | -105 |     |

#### Risultati

##### Prima giornata
| Le Mans 13 ottobre 2015, ore 21:00 UTC+1 | Le Mans | 74 – 79 referto | Gran Canaria | Antarès |

| Ludwigsburg 14 ottobre 2015, ore 20:00 UTC+1 | Ludwigsburg | 79 – 60 referto | Alba Berlino | Arena Ludwigsburg |

| Reggio Emilia 14 ottobre 2015, ore 20:30 UTC+1 | Pallacanestro Reggiana | 82 – 79 referto | Brindisi | PalaBigi |

##### Seconda giornata
| Berlino 20 ottobre 2015, ore 19:15 UTC+1 | Alba Berlino | 82 – 76 referto | Pallacanestro Reggiana | O2 World |

| Brindisi 21 ottobre 2015, ore 20:45 UTC+1 | Brindisi | 65 – 72 referto | Le Mans | PalaPentassuglia |

| Gran Canaria 21 ottobre 2015, ore 21:00 UTC+1 | Gran Canaria | 95 – 75 referto | Ludwigsburg | Gran Canaria Arena |

##### Terza giornata
| Gran Canaria 27 ottobre 2015, ore 21:15 UTC+1 | Gran Canaria | 103 – 76 referto | Brindisi | Gran Canaria Arena |

| Ludwigsburg 28 ottobre 2015, ore 20:00 UTC+1 | Ludwigsburg | 65 – 76 referto | Pallacanestro Reggiana | Arena Ludwigsburg |

| Le Mans 28 ottobre 2015, ore 20:30 UTC+1 | Le Mans | 84 – 88 referto | Alba Berlino | Antarès |

##### Quarta giornata
| Reggio Emilia 3 novembre 2015, ore 19:30 UTC+1 | Pallacanestro Reggiana | 93 – 82 referto | Le Mans | PalaBigi |

| Ludwigsburg 3 novembre 2015, ore 20:00 UTC+1 | Ludwigsburg | 84 – 80 referto | Brindisi | Arena Ludwigsburg |

| Berlino 4 novembre 2015, ore 20:00 UTC+1 | Alba Berlino | 84 – 71 referto | Gran Canaria | O2 World |

##### Quinta giornata
| Le Mans 10 novembre 2015, ore 20:30 UTC+1 | Le Mans | 75 – 81 referto | Ludwigsburg | Antarès |

| Gran Canaria 10 novembre 2015, ore 21:00 UTC+1 | Gran Canaria | 76 – 67 referto | Pallacanestro Reggiana | Gran Canaria Arena |

| Brindisi 11 novembre 2015, ore 20:45 UTC+1 | Brindisi | 68 – 72 referto | Alba Berlino | PalaPentassuglia |

##### Sesta giornata
| Berlino 17 novembre 2015, ore 19:15 UTC+1 | Alba Berlino | 79 – 90 referto | Ludwigsburg | O2 World |

| Gran Canaria 17 novembre 2015, ore 21:00 UTC+1 | Gran Canaria | 77 – 62 referto | Le Mans | Gran Canaria Arena |

| Brindisi 18 novembre 2015, ore 20:45 UTC+1 | Brindisi | 87 – 81 referto | Pallacanestro Reggiana | PalaPentassuglia |

##### Settima giornata
| Ludwigsburg 24 novembre 2015, ore 20:00 UTC+1 | Ludwigsburg | 92 – 89 referto | Gran Canaria | Arena Ludwigsburg |

| Le Mans 25 novembre 2015, ore 20:30 UTC+1 | Le Mans | 66 – 45 referto | Brindisi | Antarès |

| Reggio Emilia 25 novembre 2015, ore 20:30 UTC+1 | Pallacanestro Reggiana | 74 – 71 referto | Alba Berlino | PalaBigi |

##### Ottava giornata
| Berlino 2 dicembre 2015, ore 20:00 UTC+1 | Alba Berlino | 80 – 86 referto | Le Mans | O2 World |

| Reggio Emilia 2 dicembre 2015, ore 20:30 UTC+1 | Pallacanestro Reggiana | 69 – 68 referto | Ludwigsburg | PalaBigi |

| Brindisi 2 dicembre 2015, ore 20:45 UTC+1 | Brindisi | 71 – 88 referto | Gran Canaria | PalaPentassuglia |

##### Nona giornata
| Le Mans 9 dicembre 2015, ore 20:30 UTC+1 | Le Mans | 71 – 87 referto | Pallacanestro Reggiana | Antarès |

| Brindisi 9 dicembre 2015, ore 20:45 UTC+1 | Brindisi | 60 – 87 referto | Ludwigsburg | PalaPentassuglia |

| Gran Canaria 9 dicembre 2015, ore 21:00 UTC+1 | Gran Canaria | 83 – 78 referto | Alba Berlino | Gran Canaria Arena |

##### Decima giornata
| Berlino 16 dicembre 2015, ore 20:00 UTC+1 | Alba Berlino | 80 – 79 referto | Brindisi | O2 World |

| Ludwigsburg 16 dicembre 2015, ore 20:00 UTC+1 | Ludwigsburg | 90 – 49 referto | Le Mans | Arena Ludwigsburg |

| Reggio Emilia 16 dicembre 2015, ore 20:30 UTC+1 | Pallacanestro Reggiana | 73 – 78 referto | CB Gran Canaria | PalaBigi |

### Gruppo C

#### Classifica
|    | Squadra          | P.ti | G  | V  | P | PF  | PS  | DP   | Tie |
| -- | ---------------- | ---- | -- | -- | - | --- | --- | ---- | --- |
| 1. | Valencia         | 20   | 10 | 10 | 0 | 809 | 689 | +120 |     |
| 2. | Saragozza        | 14   | 10 | 7  | 3 | 760 | 757 | +3   |     |
| 3. | Ulma             | 8    | 10 | 4  | 6 | 804 | 792 | +12  | +7  |
| 4. | Reyer Venezia    | 8    | 10 | 4  | 6 | 721 | 760 | -39  | -7  |
| 5. | Spirou Charleroi | 6    | 10 | 3  | 7 | 731 | 782 | -51  |     |
| 6. | Nancy            | 4    | 10 | 2  | 8 | 714 | 759 | -45  |     |

#### Risultati

##### Prima giornata
| Nancy 13 ottobre 2015, ore 19:30 UTC+1 | SLUC Nancy | 71 – 74 referto | Valencia | Palais des sports Jean-Weille |

| Ulma 14 ottobre 2015, ore 19:30 UTC+1 | Ratiopharm Ulm | 87 – 68 referto | Venezia | Ratiopharm Arena a Neu-Ulm |

| Saragozza 14 ottobre 2015, ore 20:30 UTC+1 | Saragozza | 80 – 70 referto | Spirou Charleroi | Pabellón Príncipe Felipe |

##### Seconda giornata
| Valencia 20 ottobre 2015, ore 21:00 UTC+1 | Valencia | 87 – 68 referto | Saragozza | Pabellon Municipal Fuente San Luis |

| Charleroi 21 ottobre 2015, ore 20:30 UTC+1 | Spirou Charleroi | 80 – 86 referto | Ratiopharm Ulm | Spiroudome |

| Venezia 21 ottobre 2015, ore 20:30 UTC+1 | Venezia | 70 – 67 referto | SLUC Nancy | Palasport "Giuseppe Taliercio" |

##### Terza giornata
| Ulma 27 ottobre 2015, ore 19:30 UTC+1 | Ratiopharm Ulm | 79 – 82 referto | Valencia | Ratiopharm Arena a Neu-Ulm |

| Nancy 28 ottobre 2015, ore 20:00 UTC+1 | SLUC Nancy | 76 – 78 referto | Saragozza | Palais des sports Jean-Weille |

| Venezia 28 ottobre 2015, ore 20:30 UTC+1 | Venezia | 73 – 69 referto | Spirou Charleroi | Palasport "Giuseppe Taliercio" |

##### Quarta giornata
| Valencia 3 novembre 2015, ore 20:30 UTC+1 | Valencia | 88 – 59 referto | Venezia | Pabellon Municipal Fuente San Luis |

| Nancy 4 novembre 2015, ore 20:00 UTC+1 | SLUC Nancy | 67 – 63 referto | Spirou Charleroi | Palais des sports Jean-Weille |

| Saragozza 4 novembre 2015, ore 20:30 UTC+1 | Saragozza | 69 – 59 referto | Ratiopharm Ulm | Pabellón Príncipe Felipe |

##### Quinta giornata
| Ulma 11 novembre 2015, ore 19:30 UTC+1 | Ratiopharm Ulm | 90 – 73 referto | SLUC Nancy | Ratiopharm Arena a Neu-Ulm |

| Charleroi 11 novembre 2015, ore 20:30 UTC+1 | Spirou Charleroi | 49 – 65 referto | Valencia | Spiroudome |

| Venezia 11 novembre 2015, ore 20:30 UTC+1 | Venezia | 77 – 79 referto | Saragozza | Palasport "Giuseppe Taliercio" |

##### Sesta giornata
| Charleroi 18 novembre 2015, ore 20:30 UTC+1 | Spirou Charleroi | 80 – 69 referto | Saragozza | Spiroudome |

| Valencia 18 novembre 2015, ore 20:30 UTC+1 | Valencia | 77 – 65 referto | SLUC Nancy | Pabellon Municipal Fuente San Luis |

| Venezia 18 novembre 2015, ore 20:30 UTC+1 | Venezia | 90 – 78 referto | Ratiopharm Ulm | Palasport "Giuseppe Taliercio" |

##### Settima giornata
| Saragozza 24 novembre 2015, ore 20:30 UTC+1 | Saragozza | 76 – 84 referto | Valencia | Pabellón Príncipe Felipe |

| Ulma 25 novembre 2015, ore 19:30 UTC+1 | Ratiopharm Ulm | 76 – 77 referto | Spirou Charleroi | Ratiopharm Arena a Neu-Ulm |

| Nancy 25 novembre 2015, ore 20:00 UTC+1 | SLUC Nancy | 62 – 71 referto | Venezia | Palais des sports Jean-Weille |

##### Ottava giornata
| Saragozza 2 dicembre 2015, ore 20:30 UTC+1 | Saragozza | 75 – 71 referto | SLUC Nancy | Pabellón Príncipe Felipe |

| Charleroi 2 dicembre 2015, ore 20:30 UTC+1 | Spirou Charleroi | 86 – 83 referto | Venezia | Spiroudome |

| Valencia 2 dicembre 2015, ore 20:30 UTC+1 | Valencia | 93 – 88 referto | Ratiopharm Ulm | Pabellon Municipal Fuente San Luis |

##### Nona giornata
| Charleroi 8 dicembre 2015, ore 20:30 UTC+1 | Spirou Charleroi | 81 – 86 referto | SLUC Nancy | Spiroudome |

| Ulma 9 dicembre 2015, ore 19:30 UTC+1 | Ratiopharm Ulm | 81 – 84 referto | Saragozza | Ratiopharm Arena a Neu-Ulm |

| Venezia 9 dicembre 2015, ore 20:30 UTC+1 | Venezia | 58 – 62 referto | Valencia | Palasport "Giuseppe Taliercio" |

##### Decima giornata
| Nancy 15 dicembre 2015, ore 20:00 UTC+1 | SLUC Nancy | 76 – 80 referto | Ratiopharm Ulm | Palais des sports Jean-Weille |

| Saragozza 16 dicembre 2015, ore 20:30 UTC+1 | Saragozza | 82 – 72 referto | Venezia | Pabellón Príncipe Felipe |

| Valencia 16 dicembre 2015, ore 20:30 UTC+1 | Valencia | 97 – 76 referto | Spirou Charleroi | Pabellon Municipal Fuente San Luis |

## Conference 2

### Gruppo D

#### Classifica
|    | Squadra         | P.ti | G  | V | P | PF  | PS  | DP   | Tie |
| -- | --------------- | ---- | -- | - | - | --- | --- | ---- | --- |
| 1. | Aris Salonicco  | 14   | 10 | 7 | 3 | 731 | 701 | +30  | 2-0 |
| 2. | UNICS Kazan'    | 14   | 10 | 7 | 3 | 800 | 722 | +78  | 0-2 |
| 3. | Trabzonspor     | 10   | 10 | 5 | 5 | 754 | 759 | -5   | +4  |
| 4. | Bandırma Banvit | 10   | 10 | 5 | 5 | 770 | 757 | +13  | -4  |
| 5. | Budućnost       | 8    | 10 | 4 | 6 | 747 | 725 | +22  |     |
| 6. | Steaua Bucarest | 4    | 10 | 2 | 8 | 676 | 814 | -138 |     |

#### Risultati

##### Prima giornata
| Trabzonspor 14 ottobre 2015, ore 18:00 UTC+1 | Trabzonspor | 74 – 71 referto | Aris Salonicco | Hayri Gür Spor Salonu |

| Kazan' 14 ottobre 2015, ore 18:00 UTC+1 | UNICS Kazan' | 94 – 68 referto | Steaua Bucarest | Basket-Hall Arena |

| Podgorica 14 ottobre 2015, ore 19:00 UTC+1 | Budućnost Podgorica | 83 – 70 referto | Banvit | Morača Sports Center |

##### Seconda giornata
| Salonicco 21 ottobre 2015, ore 18:00 UTC+1 | Aris Salonicco | 75 – 57 referto | Budućnost Podgorica | Alexandreio Melathron |

| Bandırma 21 ottobre 2015, ore 18:00 UTC+1 | Banvit | 79 – 85 referto | UNICS Kazan' | Banvit Kara Ali Acar Sport Hall |

| Bucarest 21 ottobre 2015, ore 18:45 UTC+1 | Steaua Bucarest | 76 – 71 referto | Trabzonspor | Sala Mihai Viteazul |

##### Terza giornata
| Trabzonspor 28 ottobre 2015, ore 17:00 UTC+1 | Trabzonspor | 75 – 71 referto | Budućnost Podgorica | Hayri Gür Spor Salonu |

| Kazan' 28 ottobre 2015, ore 17:00 UTC+1 | UNICS Kazan' | 73 – 74 referto | Aris Salonicco | Basket-Hall Arena |

| Bucarest 28 ottobre 2015, ore 18.45 UTC+1 | Steaua Bucarest | 64 – 78 referto | Banvit | Sala Mihai Viteazul |

##### Quarta giornata
| Salonicco 4 novembre 2015, ore 18:00 UTC+1 | Aris Salonicco | 70 – 64 referto | Steaua Bucarest | Alexandreio Melathron |

| Trabzonspor 4 novembre 2015, ore 18:00 UTC+1 | Trabzonspor | 96 – 88 referto | Banvit | Hayri Gür Spor Salonu |

| Podgorica 4 novembre 2015, ore 19:00 UTC+1 | Budućnost Podgorica | 73 – 63 referto | UNICS Kazan' | Morača Sports Center |

##### Quinta giornata
| Kazan' 11 novembre 2015, ore 17:00 UTC+1 | UNICS Kazan' | 78 – 64 referto | Trabzonspor | Basket-Hall Arena |

| Bandırma 11 novembre 2015, ore 18:00 UTC+1 | Banvit | 96 – 84 referto | Aris Salonicco | Banvit Kara Ali Acar Sport Hall |

| Bucarest 11 novembre 2015, ore 18:45 UTC+1 | Steaua Bucarest | 81 – 75 referto | Budućnost Podgorica | Sala Mihai Viteazul |

##### Sesta giornata
| Salonicco 18 novembre 2015, ore 18:00 UTC+1 | Aris Salonicco | 78 – 70 referto | Trabzonspor | Alexandreio Melathron |

| Bandırma 18 novembre 2015, ore 18:00 UTC+1 | Banvit | 76 – 68 referto | Budućnost Podgorica | Banvit Kara Ali Acar Sport Hall |

| Bucarest 18 novembre 2015, ore 18:45 UTC+1 | Steaua Bucarest | 71 – 88 referto | UNICS Kazan' | Sala Mihai Viteazul |

##### Settima giornata
| Trabzonspor 25 novembre 2015, ore 17:00 UTC+1 | Trabzonspor | 82 – 67 referto | Steaua Bucarest | Hayri Gür Spor Salonu |

| Kazan' 25 novembre 2015, ore 17:00 UTC+1 | UNICS Kazan' | 78 – 69 referto | Banvit | Basket-Hall Arena |

| Podgorica 25 novembre 2015, ore 19:00 UTC+1 | Budućnost Podgorica | 75 – 56 referto | Aris Salonicco | Morača Sports Center |

##### Ottava giornata
| Salonicco 2 dicembre 2015, ore 18:00 UTC+1 | Aris Salonicco | 76 – 70 referto | UNICS Kazan' | Alexandreio Melathron |

| Bandırma 2 dicembre 2015, ore 18:00 UTC+1 | Banvit | 90 – 60 referto | Steaua Bucarest | Banvit Kara Ali Acar Sport Hall |

| Podgorica 2 dicembre 2015, ore 19:00 UTC+1 | Budućnost Podgorica | 79 – 82 referto | Trabzonspor | Morača Sports Center |

##### Nona giornata
| Kazan' 9 dicembre 2015, ore 17:00 UTC+1 | UNICS Kazan' | 91 – 77 referto | Budućnost Podgorica | Basket-Hall Arena |

| Bandırma 9 dicembre 2015, ore 18:00 UTC+1 | Banvit | 71 – 67 referto | Trabzonspor | Banvit Kara Ali Acar Sport Hall |

| Bucarest 9 dicembre 2015, ore 18:45 UTC+1 | Steaua Bucarest | 67 – 77 referto | Aris Salonicco | Sala Mihai Viteazul |

##### Decima giornata
| Salonicco 16 dicembre 2015, ore 18:00 UTC+1 | Aris Salonicco | 72 – 53 referto | Banvit | Alexandreio Melathron |

| Trabzonspor 16 dicembre 2015, ore 18:00 UTC+1 | Trabzonspor | 73 – 80 referto | UNICS Kazan' | Hayri Gür Spor Salonu |

| Podgorica 16 dicembre 2015, ore 19:00 UTC+1 | Budućnost Podgorica | 89 – 56 referto | Steaua Bucarest | Morača Sports Center |

### Gruppo E

#### Classifica
|    | Squadra              | P.ti | G  | V | P | PF  | PS  | DP   | Tie |
| -- | -------------------- | ---- | -- | - | - | --- | --- | ---- | --- |
| 1. | Zenit S. Pietroburgo | 16   | 10 | 8 | 2 | 820 | 746 | +74  |     |
| 2. | Avtodor Saratov      | 14   | 10 | 7 | 3 | 947 | 839 | +108 |     |
| 3. | PAOK Salonicco       | 10   | 10 | 5 | 5 | 773 | 831 | -58  |     |
| 4. | Szolnoki Olaj        | 8    | 10 | 4 | 6 | 763 | 827 | -64  | +9  |
| 5. | Beşiktaş             | 8    | 10 | 4 | 6 | 810 | 842 | -32  | -9  |
| 6. | Lietuvos rytas       | 4    | 10 | 2 | 8 | 856 | 884 | -28  |     |

#### Risultati

##### Prima giornata
| Vilnius 14 ottobre 2015, ore 17:45 UTC+1 | Lietuvos Rytas | 87 – 91 referto | Beşiktaş Istanbul | Siemens Arena |

| Salonicco 14 ottobre 2015, ore 18:00 UTC+1 | PAOK Salonicco | 72 – 69 referto | Szolnoki Olaj | PAOK Sports Arena |

| Saratov 14 ottobre 2015, ore 18:00 UTC+1 | Avtodor Saratov | 85 – 90 referto | Zenit San Pietroburgo | Sports Palace Kristall |

##### Seconda giornata
| Szolnok 20 ottobre 2015, ore 18:00 UTC+1 | Szolnoki Olaj | 65 – 89 referto | Lietuvos Rytas | Tiszaligeti Sportcsarnok |

| Istanbul 21 ottobre 2015, ore 19:00 UTC+1 | Beşiktaş Istanbul | 79 – 103 referto | Avtodor Saratov | BJK Akatlar Arena |

| San Pietroburgo 21 ottobre 2015, ore 19:00 UTC+1 | Zenit San Pietroburgo | 76 – 66 referto | PAOK Salonicco | Sibur Arena |

##### Terza giornata
| Vilnius 28 ottobre 2015, ore 18:00 UTC+1 | Lietuvos Rytas | 81 – 97 referto | Avtodor Saratov | Siemens Arena |

| Salonicco 28 ottobre 2015, ore 18:00 UTC+1 | PAOK Salonicco | 80 – 100 referto | Beşiktaş Istanbul | PAOK Sports Arena |

| Szolnok 28 ottobre 2015, ore 18:00 UTC+1 | Szolnoki Olaj | 75 – 84 referto | Zenit San Pietroburgo | Tiszaligeti Sportcsarnok |

##### Quarta giornata
| Saratov 4 novembre 2015, ore 15:00 UTC+1 | Avtodor Saratov | 90 – 68 referto | PAOK Salonicco | Sports Palace Kristall |

| Istanbul 4 novembre 2015, ore 18:00 UTC+1 | Beşiktaş Istanbul | 76 – 67 referto | Szolnoki Olaj | BJK Akatlar Arena |

| Vilnius 4 novembre 2015, ore 18:00 UTC+1 | Lietuvos Rytas | 65 – 70 referto | Zenit San Pietroburgo | Siemens Arena |

##### Quinta giornata
| San Pietroburgo 11 novembre 2015, ore 18:00 UTC+1 | Zenit San Pietroburgo | 82 – 58 referto | Beşiktaş Istanbul | Sibur Arena |

| Salonicco 11 novembre 2015, ore 18:00 UTC+1 | PAOK Salonicco | 81 – 76 referto | Lietuvos Rytas | PAOK Sports Arena |

| Szolnok 11 novembre 2015, ore 19:00 UTC+1 | Szolnoki Olaj | 83 – 79 referto | Avtodor Saratov | Tiszaligeti Sportcsarnok |

##### Sesta giornata
| San Pietroburgo 18 novembre 2015, ore 18:00 UTC+1 | Zenit San Pietroburgo | 81 – 88 referto | Avtodor Saratov | Sibur Arena |

| Szolnok 18 novembre 2015, ore 18:00 UTC+1 | Szolnoki Olaj | 78 – 69 referto | PAOK Salonicco | Tiszaligeti Sportcsarnok |

| Istanbul 18 novembre 2015, ore 19:00 UTC+1 | Beşiktaş Istanbul | 92 – 103 referto | Lietuvos Rytas | BJK Akatlar Arena |

##### Settima giornata
| Saratov 25 novembre 2015, ore 17:00 UTC+1 | Avtodor Saratov | 93 – 83 referto | Beşiktaş Istanbul | Sports Palace Kristall |

| Vilnius 25 novembre 2015, ore 18:00 UTC+1 | Lietuvos Rytas | 98 – 99 referto | Szolnoki Olaj | Siemens Arena |

| Salonicco 25 novembre 2015, ore 18:45 UTC+1 | PAOK Salonicco | 70 – 89 referto | Zenit San Pietroburgo | PAOK Sports Arena |

##### Ottava giornata
| Saratov 2 dicembre 2015, ore 17:00 UTC+1 | Avtodor Saratov | 109 – 92 referto | Lietuvos Rytas | Sports Palace Kristall |

| San Pietroburgo 2 dicembre 2015, ore 18:00 UTC+1 | Zenit San Pietroburgo | 89 – 64 referto | Szolnoki Olaj | Sibur Arena |

| Istanbul 2 dicembre 2015, ore 19:00 UTC+1 | Beşiktaş Istanbul | 73 – 75 referto | PAOK Salonicco | BJK Akatlar Arena |

##### Nona giornata
| San Pietroburgo 9 dicembre 2015, ore 18:00 UTC+1 | Zenit San Pietroburgo | 92 – 84 referto | Lietuvos Rytas | Sibur Arena |

| Salonicco 9 dicembre 2015, ore 18:00 UTC+1 | PAOK Salonicco | 104 – 99 referto | Avtodor Saratov | PAOK Sports Arena |

| Szolnok 9 dicembre 2015, ore 18:00 UTC+1 | Szolnoki Olaj | 85 – 67 referto | Beşiktaş Istanbul | Tiszaligeti Sportcsarnok |

##### Decima giornata
| Saratov 16 dicembre 2015, ore 17:00 UTC+1 | Avtodor Saratov | 104 – 78 referto | Szolnoki Olaj | Sports Palace Kristall |

| Vilnius 16 dicembre 2015, ore 18:00 UTC+1 | Lietuvos Rytas | 81 – 88 referto | PAOK Salonicco | Siemens Arena |

| Istanbul 16 dicembre 2015, ore 19:00 UTC+1 | Beşiktaş Istanbul | 91 – 67 referto | Zenit San Pietroburgo | BJK Akatlar Arena |

### Gruppo F

#### Classifica
|    | Squadra           | P.ti | G  | V | P | PF  | PS  | DP   | Tie |
| -- | ----------------- | ---- | -- | - | - | --- | --- | ---- | --- |
| 1. | Galatasaray       | 14   | 10 | 7 | 3 | 867 | 789 | +78  |     |
| 2. | Neptūnas Klaipėda | 12   | 10 | 6 | 4 | 829 | 807 | +22  | 2-0 |
| 3. | Nižnij Novgorod   | 12   | 10 | 6 | 4 | 829 | 807 | +21  | 0-2 |
| 4. | H. Gerusalemme    | 10   | 10 | 5 | 5 | 808 | 798 | +10  | +3  |
| 5. | AEK Atene         | 10   | 10 | 5 | 5 | 794 | 812 | -18  | -3  |
| 6. | Krasnyj Oktjabr'  | 2    | 10 | 1 | 9 | 797 | 910 | -113 |     |

#### Risultati

##### Prima giornata
| Atene 14 ottobre 2015, ore 18:00 UTC+1 | AEK Atene | 94 – 96 referto | Krasnyj Oktjabr' Volgograd | O.A.K.A. Olympic Indoor Hall |

| Klaipėda 14 ottobre 2015, ore 18:00 UTC+1 | Neptūnas Klaipėda | 90 – 94 referto | Galatasaray Istanbul | Švyturio Arena |

| Nižnij Novgorod 14 ottobre 2015, ore 19:30 UTC+1 | BK Nižnij Novgorod | 92 – 71 referto | Hapoel Gerusalemme | Trade Union Sport Palace |

##### Seconda giornata
| Istanbul 21 ottobre 2015, ore 17:30 UTC+1 | Galatasaray Istanbul | 89 – 65 referto | AEK Atene | Abdi İpekçi Arena |

| Volgograd 21 ottobre 2015, ore 18:30 UTC+1 | Krasnyj Oktjabr' Volgograd | 73 – 78 referto | BK Nižnij Novgorod | Volgograd Sports Palace of Trade Unions |

| Gerusalemme 21 ottobre 2015, ore 19:00 UTC+1 | Hapoel Gerusalemme | 74 – 59 referto | Neptūnas Klaipėda | Jerusalem Payis Arena |

##### Terza giornata
| Atene 28 ottobre 2015, ore 18:00 UTC+1 | AEK Atene | 87 – 70 referto | BK Nižnij Novgorod | O.A.K.A. Olympic Indoor Hall |

| Klaipėda 28 ottobre 2015, ore 18:00 UTC+1 | Neptūnas Klaipėda | 99 – 90 referto | Krasnyj Oktjabr' Volgograd | Švyturio Arena |

| Istanbul 28 ottobre 2015, ore 19:00 UTC+1 | Galatasaray Istanbul | 87 – 79 referto | Hapoel Gerusalemme | Abdi İpekçi Arena |

##### Quarta giornata
| Nižnij Novgorod 4 novembre 2015, ore 17:00 UTC+1 | BK Nižnij Novgorod | 78 – 82 referto | Neptūnas Klaipėda | Trade Union Sport Palace |

| Volgograd 4 novembre 2015, ore 17:30 UTC+1 | Krasnyj Oktjabr' Volgograd | 72 – 88 referto | Galatasaray Istanbul | Volgograd Sports Palace of Trade Unions |

| Atene 4 novembre 2015, ore 18:00 UTC+1 | AEK Atene | 75 – 74 referto | Hapoel Gerusalemme | O.A.K.A. Olympic Indoor Hall |

##### Quinta giornata
| Istanbul 10 novembre 2015, ore 19:00 UTC+1 | Galatasaray Istanbul | 87 – 85 referto | BK Nižnij Novgorod | Abdi İpekçi Arena |

| Klaipėda 11 novembre 2015, ore 18:00 UTC+1 | Neptūnas Klaipėda | 80 – 86 referto | AEK Atene | Švyturio Arena |

| Gerusalemme 11 novembre 2015, ore 19:00 UTC+1 | Hapoel Gerusalemme | 92 – 90 referto | Krasnyj Oktjabr' Volgograd | Jerusalem Payis Arena |

##### Sesta giornata
| Volgograd 18 novembre 2015, ore 17:30 UTC+1 | Krasnyj Oktjabr' Volgograd | 78 – 82 (d.t.s.) referto | AEK Atene | Volgograd Sports Palace of Trade Unions |

| Istanbul 18 novembre 2015, ore 19:00 UTC+1 | Galatasaray Istanbul | 76 – 82 referto | Neptūnas Klaipėda | Abdi İpekçi Arena |

| Gerusalemme 18 novembre 2015, ore 20:00 UTC+1 | Hapoel Gerusalemme | 70 – 74 referto | BK Nižnij Novgorod | Jerusalem Payis Arena |

##### Settima giornata
| Klaipėda 24 novembre 2015, ore 18:15 UTC+1 | Neptūnas Klaipėda | 87 – 85 referto | Hapoel Gerusalemme | Švyturio Arena |

| Nižnij Novgorod 25 novembre 2015, ore 17:30 UTC+1 | BK Nižnij Novgorod | 82 – 74 referto | Krasnyj Oktjabr' Volgograd | Trade Union Sport Palace |

| Atene 25 novembre 2015, ore 18:00 UTC+1 | AEK Atene | 73 – 86 referto | Galatasaray Istanbul | O.A.K.A. Olympic Indoor Hall |

##### Ottava giornata
| Nižnij Novgorod 1 dicembre 2015, ore 17:30 UTC+1 | BK Nižnij Novgorod | 86 – 79 referto | AEK Atene | Trade Union Sport Palace |

| Gerusalemme 1 dicembre 2015, ore 19:00 UTC+1 | Hapoel Gerusalemme | 86 – 82 referto | Galatasaray Istanbul | Jerusalem Payis Arena |

| Volgograd 2 dicembre 2015, ore 17:30 UTC+1 | Krasnyj Oktjabr' Volgograd | 74 – 97 referto | Neptūnas Klaipėda | Volgograd Sports Palace of Trade Unions |

##### Nona giornata
| Klaipėda 9 dicembre 2015, ore 18:00 UTC+1 | Neptūnas Klaipėda | 82 – 75 referto | BK Nižnij Novgorod | Švyturio Arena |

| Istanbul 9 dicembre 2015, ore 19:00 UTC+1 | Galatasaray Istanbul | 103 – 76 referto | Krasnyj Oktjabr' Volgograd | Abdi İpekçi Arena |

| Gerusalemme 9 dicembre 2015, ore 19:00 UTC+1 | Hapoel Gerusalemme | 82 – 78 referto | AEK Atene | Jerusalem Payis Arena |

##### Decima giornata
| Nižnij Novgorod 16 dicembre 2015, ore 17:30 UTC+1 | BK Nižnij Novgorod | 81 – 75 referto | Galatasaray Istanbul | Trade Union Sport Palace |

| Volgograd 16 dicembre 2015, ore 17:30 UTC+1 | Krasnyj Oktjabr' Volgograd | 74 – 95 referto | Hapoel Gerusalemme | Volgograd Sports Palace of Trade Unions |

| Atene 16 dicembre 2015, ore 18:00 UTC+1 | AEK Atene | 75 – 71 referto | Neptūnas Klaipėda | O.A.K.A. Olympic Indoor Hall |